# Observatoire de Pont-à-Mousson
L'ancien observatoire est un édifice de la ville de Pont-à-Mousson dans la région historique et culturelle de Lorraine, en région Grand Est.

## Histoire
Les façades avec balcons sont inscrites au titre des monuments historiques par arrêté du 18 mai 1925.